# 海岸军区司令部
海岸军区司令部（缩写，拉丁转写：Karakha）是缅甸陆军海岸军区的军事总部，驻扎于缅甸德林达依省丹老，成立於1996年3月3日。其主要职能是保卫德林达依省沿海地区及其邻近地区；此外，还负责解决所属部队和其他兵种、参谋部队在辖区的军事保障活动，以及监督和执行上级军事部门的命令。